# Наумов Петро Владиленович
Петро Владиленович Наумов(нар. 28 травня 1952, Жданов)-радянський  і російський естрадний музикант (співак, барабанщик). Учасник вокально-інструментальних ансамблів (ВІА) «Співають гітари» (1973-1975) та « Надія » (1976-1978).

## Біографія

### Дитинство і юність
Петро Наумов народився 28 травня 1952 року  у місті Жданові(1989 року місту повернуто історичну назву Маріуполь). Потомственний музикант по батьківській та материнській лініях. Закінчив музичну школу за класом акордеона. У шкільному віці грав на трубі в духовому оркестрі та на гітарі на танцмайданчиках Жданова. Навчався вІндустріальному технікумі та виступав із концертами як від технікуму, так і від Будинку вчителя. Як гітариста Петра Наумова разом із другом-барабанщиком одного разу запросили грати в один із популярних жданівських ансамблів, але друг не прийшов, і Петру довелося сісти за ударну установку, на якій йому доводилося грати й раніше. Ця випадковість визначила подальший вибір інструменту-він став барабанщиком і навіть готувався вступати до музичного училища за класом ударних інструментів. У листопаді 1970 році був призваний на термінову службу в Радянську армію і визначений в ансамбль пісні і танці Закавказького прикордонного округу(КЗакПО), з яким об'їздив весь Кавказ. Наприкінці 1972 року демобілізувався.

### ВІА «Співають гітари»

Вокально-інструментальний ансамбль «Піють гітари» з іншими концертними учасниками в аеропорту Ростова-на-Дону після гастролей на стадіоні заводу «Ростсільмаш», 1973.
У першому ряду: Пе ро Наумов, Алла Пугачова, костюмер Пугачової. Правіше і вище Алли Пугачової - Віталій Кретюк. Верхній ряд: Станіслав Черепухін, Михайло Ковальов, Валерій Редько, Аркадій Хоралов, невідомий, Олександр Колесніков, Юрій Редько, Віктор Балашов, Олександр Якулов

У січні 1973 року Петро Наумов почав працювати барабанщиком у вокально-інструментальному ансамблі «Співають гітари» Костромської філармонії, з яким об'їздив увесь СРСР. Роботу в ансамблі запропонував йому Станіслав Черепухін, з яким вони разом служили в армії. З ансамблю вийшли Аркадій Хоралов, Олександр Малінін, Олександр Нефьодов, Сергій Пєнкін, Станіслав Черепухін, Валерій Редько, Юрій Редько.
У ВІА «Співають гітари» Петро Наумов був не лише барабанщиком, а й повноцінним вокалістом, співаючи кілька пісень як соліст. В ансамблі він працював до січня 1975 року, після чого повернувся до рідного Жданова і став грати в місцевих ресторанах.
Розпочавши професійну кар'єру, Наумов обзавівся власними інструментами:"У той час у магазинах були лише німецькі установки та чеські". Я купив собі Supertrova, потім підкупив малий барабан Premier та тарілки Super Zyn. З ними я працював і в Маріуполі, і в „Співають гітари“, і в „Надії ” .

### ВІА «Надія», спроба повернення до ВІА «Співають гітари»
У листопаді 1976 року Петру Наумову зателефонував все той же армійський друг Станіслав Черепухін, який свого часу запросив Наумова до ВІА "Співають гітари", і цього разу повідомив, що вокально-інструментальному ансамблю "Надія" потрібен барабанщик . Наумов, що чув їх пісні по радіо, швидко зібрався і приїхав до Москви зі своєю ударною установкою. Неприємною несподіванкою для нього стало те, що він опинився на прослуховуванні одним із кількох кандидатів. Засновник та художній керівник «Надії» Міша Плоткін та кілька музикантів ансамблю після довгої закритої наради за результатами прослуховування сказали Петру Наумову, що не знають, ким брати його до колективу — барабанщиком чи співаком. Наумов переконав їх, що гратиме на барабанах, і співатиме. Така відповідь задовольнила Плоткіна, і Петро Наумов став учасником ансамблю.
У той же день Михайло Плоткін взяв Петра Наумова з собою в Шаболовський телецентр, куди він поїхав у справах, і познайомив з Михайлом Шуфутинським, який зустрівся ним, який повідомив їм обом, що емігрує в США. І того ж дня Наумов за допомогою плоткінського приятеля Олега Непомнящего зняв у Мар'їному гаю кімнату.

Вокально-інструментальний ансамбль « Надія », зима 1976-1977. Зліва направо: В'ячеслав Улановський, Петро Наумов, Юрій Назаренко, Людмила Барикина, Леонід Білий, Євген Гудков, Віктор Андрієвський, Михайло Плоткін, Олександр Шабін, Людмила Шабіна, В'ячеслав Семенов, Йосип Літ

Репертуар ВІА "Надія" Наумов характеризував як "великий і непростий". Аранжування робилися музикантами всередині колективу та «були оригінальними». Усі партії вокалу та всіх інструментів, включаючи бек-вокал та ударну установку, писалися нотами. На відміну від попереднього ансамблю «Співають гітари», у «Надії» Наумов не співав сольних пісень (єдиним винятком став фрагмент пісні «Гарячий сніг»), але використовувався як бек-вокаліст . Міша Плоткін, тим щонайменше, називав Наумова «співочим барабанщиком» . Пізніше Петро Наумов згадував, що «Надія» дуже багато репетирувала — часом на шкоду гастролям. Через це грошей на життя, за його словами, постійно не вистачало. Але коли справа доходила до гастролей — вони проходили у палацах спорту, на стадіонах, з гарними готелями та літаками та приносили музикантам суттєвий дохід. На гастролях Наумов познайомився з багатьма музикантами радянської естради та завів багато друзів, із якими продовжував спілкуватися протягом усього життя. Якогось моменту Наумова запросили барабанщиком в акомпануючий склад Йосипа Кобзона, але Михайло Плоткін його «не відпустив» .
Через лічені місяці після початку роботи у ВІА «Надія» Петро Наумов пережив нервово-психічний дистрес, який привів його до аерофобії та повністю змінив подальше життя та кар'єру. У березні чи квітні 1977 року «Надія» відлітала на гастролі в Ташкент зі Львом Лещенком та ансамблем "Мелодія". Під час посадки в аеропорту Наумов побачив, що майже всі музиканти «Мелодії» «п'яні в устілку», і почув пояснення, що «вони перед польотом завжди такі, бо бояться літати». Літак летів уночі, майже всі пасажири спали, але сам Наумов після почутого не міг заснути і також став свідком входження літака в зону турбулентності : «Літак поводився дивно - затремтів, ніби ми вже приземлилися і котимося по посадковій смузі. Я визирнув в ілюмінатор, а там темрява, і ми в небі. Я дуже злякався і так долетів. <…> Після цього я з жахом сідав у літак». Дізнавшись згодом про гастролі ВІА «Надія» на Далекий Схід, що намічаються, Петро Наумов в січні 1978 року подав Мішу Плоткіну заяву про звільнення .
У квітні 1978 року Наумов зробив спробу повернутися до ВІА «Співають гітари», де на той час з'явився новий соліст Олександр Нефьодов. Тим не менш, знову став барабанщиком, Петро Наумов співав кілька сольних пісень — як за ударною установкою, так і біля стійки мікрофона. Досвід роботи на великих майданчиках та в студії, отриманий Наумовим у «Надії», позначався на його виконавській манері, що, за його словами, не подобалося «літнім» керівникам ВІА «Співають гітари», колишнім театральним акторам Валерію Муратову та Валентині Макаровій. Через три місяці, у червні 1978 року, це призвело до нового розриву Петра Наумова зі своїм старим колективом: "У "Співають гітарах" нічого не змінилося, змінився я" .
Фактично завершивши на цьому кар'єру у вокально-інструментальних ансамблях всесоюзного рівня, Петро Наумов через кілька десятиліть сказав: «В той час ВІА був веселим, гастрольним. За відсутності гарної музики на екранах ТБ і на радіо ми були зірки естради — нас любили, за нами їздили хмари шанувальниць, друзів. Згадую із задоволенням». Про свої музичні уподобання цього часу (барабанщики та радянські вокально-інструментальні ансамблі) він говорив: «З західних барабанщиків подобалися Бадді Річ, Дені Серафіно з гурту „Чикаго” і, звичайно, Ян Пейс із Deep Purple. З радянських — Сашко Симоновський та Юрій Генбачов. Чому? Бо технічні. <…> Подобалися ВІА із сильними музикантами та співаками — „ Арсенал ”, „ Чарівні гітари ”, „ Співаючі серця ”» .

### Вар'єте Воркути, ансамбль пісні та танці «Прикордонник Арктики», ВІА «Час Спілки»
Повернувшись в Жданов, в 1979 році Петро Наумов надійшов там співаком у вар'єте і поїхав з вар'єте в Воркуту на «тимчасову роботу», що розтяглася до 1990 році. У 1990 році там же у Воркуті вступив на роботу у військовий ансамбль пісні та танцю «Прикордонник Арктики» та об'їздив із гастролями ансамблю всю північ «від Мурманська до Чукотки». У складі ансамблю брав участь у багатьох фестивалях та конкурсах та був представлений командуванням до почесного звання Заслужений артист Республіки Комі. Звільнився з ансамблю «Прикордонник Арктики» в 2002 році. У 2005-2008 роках був учасником вокально-інструментального ансамблю «Північний вітер».
В даний час вийшов на пенсію, живе вСиктивкарі. З 2010 року — вокаліст створеного в 2009 році вокально-інструментального ансамблю «Час Спілки», що складається з сиктивкарських музикантів різних поколінь та виконує пісні 1970—1980-х років.

## Сім'я
Одружений, двоє дітей, четверо онуків . Син Михайло Наумов - співак .

## Пісні (вокал)

### ВІА «Співають гітари»
- Я тобі в пригоді(Ігор Гранов - Леонід Дербенєв)[2]
- Не заводіть ви, хлопці…(з репертуару Бена Бенціанова)[2]
- Золота рибка (Володимир Шаїнський - Михайло Львівський)[2]
- Дзеркало (Юрій Антонов - Михайло Таніч)[2]

### ВІА «Надія»
- Гарячий сніг ( Александра Пахмутова - Михайло Львів), (фрагмент сольного співу) [2]

## Інтерв'ю
- Сакаева Мария. (10 березня 2012). Пётр Наумов: «Я бы последовал примеру „Бурановских бабушек“ — поехал на Евровидение». Красное знамя. Процитовано 25 лютого 2017.
- Котлячков Сергей. (2014-09). «Вспоминаю с удовольствием…»: [Интервью с Петром Наумовым]. Вокально-инструментальная эра. Процитовано 25 лютого 2017.